# Ideologías de la Revolución francesa
Durante la Revolución francesa hubo cuatro grupos políticos fundamentales y con diferentes formas de entender la revolución: 
- Los constitucionalistas eran partidarios de una monarquía moderada por una constitución. Fueron el grupo dominante durante la primera parte de la revolución, la monarquía constitucional (1789-1792). En este grupo encontramos al marqués de Mirabeau y La Fayette.

- Los girondinos eran los representantes de la alta burguesía, eran republicanos moderados. Eran partidarios de realizar la revolución por medio de la ley. Se inclinaban a dar más importancia a las iniciativas (del pueblo) de las provincias frente a las del gobierno de París. Para ellos las ideas revolucionarias son universales y por lo tanto aplicables en cualquier parte. Su figura más destacada es Brissot.

- Los jacobinos eran los representantes de la burguesía media y las clases populares (sans-culottes). Pretenden controlar la revolución y llevarla adelante por medio de los hechos. Son centralistas, el impulso revolucionario está en París y desde allí ha de extenderse. Están dispuestos a limitar la propiedad privada y la libertad individual. Sus figuras más representativas son Danton, más moderado, y Robespierre

- Los cordeliers, el sector burgués más exaltado, que ni siquiera está en la Asamblea. Propugnaban por el sufragio universal y la soberanía del pueblo. Actúan en la calle pero nunca tuvieron el poder. Su figura más representativa fue Marat.

- En el ámbito religioso, los sacerdotes se dividieron en dos grupos:
  - Juramentados: apoyaban la revolución.
  - Refractarios: contrarrevolucionarios....

- El contenido de este artículo incorpora material de una entrada de la Enciclopedia Libre Universal, publicada en español bajo la licencia Creative Commons Compartir-Igual 3.0.

- Datos: Q5908440